# 24-Stunden-Rennen auf dem Nürburgring 1992

Streckenführung für das 24-Stunden-Rennen ab 1984

Das 20. 24-Stunden-Rennen auf dem Nürburgring fand vom 20. auf den 21. Juni 1992 auf dem Nürburgring statt.

## Rennergebnis
Das Rennen 1992 wurde zum vierten Mal in Folge von einem BMW M3 gewonnen. Das FINA Motorsport Team mit Johnny Cecotto, Christian Danner, Jean-Michel Martin und Marc Duez setzte sich vor dem BMW M Team Schnitzer mit Joachim Winkelhock, Altfrid Heger und Armin Hahne – ebenfalls auf BMW M3 – und dem Porsche 911 der Porsche Zentren Moritz, Strähle und Löhr & Becker mit Hans-Joachim Stuck, Walter Röhrl, Olaf Manthey, Frank Biela durch.
Bis auf die BMW M3 auf den ersten beiden Plätzen und dem Opel Omega 3000 mit Klaus-Peter Thaler, Volker Strycek und Günther Schmidt am Steuer belegten ausschließlich Porsche 911 Carrera die vorderen Plätze bis zum 14. Rang.
Die Siegermannschaft fuhr 76 Runden und legte damit eine Gesamtstrecke von 1927,28 km zurück. Von den 182 gestarteten Fahrzeugen werden 145 gewertet.

## Rennverlauf
Wegen starken Regenfällen und schlechter Sicht wurde das Rennen in den Abendstunden zuerst längere Zeit hinter dem Safety-Car gefahren und schließlich komplett unterbrochen.

## Streckenführung
Seit dem Umbau der Strecke im Jahr 1983 wurde das 24-Stunden-Rennen am Nürburgring auf einer Kombination aus Nordschleife und Grand-Prix-Strecke ausgetragen.

## Besonderheiten
Mit nur 76 gefahrenen Runden und 1927,28 km war das 24-Stunden-Rennen 1992 fast 30 Jahre lang das kürzeste Rennen der Geschichte. Erst beim Rennen 2021, das wegen dichtem Nebels über 14 Stunden unterbrochen werden musste, wurde diese Marke unterboten. 2021 fuhren Matteo Cairoli, Michael Christensen und Kévin Estre im Porsche von Manthey-Racing lediglich 59 Runden.